# Francesco Abate
Francesco Abate (Cagliari, 17 maggio 1964) è uno scrittore, giornalista ed ex disc jockey italiano.

## Attività musicale
Esordisce come disc jockey a Radio Alter all'età di 14 anni. Poi trasmette da Radio Città, Radio Flash e Studio 96 programmi sul mondo indie. Cura l'organizzazione di concerti e festival (Flash Festival e Rock Area) e lavora nel management di gruppi musicali.
È tra i fondatori di Radio X, la prima emittente in Europa a trasmettere su Internet.
Dal 1991 al 2004 fa il deejay nei club della Sardegna col nome di Frisco.
Dal 1999 al 2001 è alla direzione artistica di Radiolina. Dopo anni di inattività, nel 2010 torna alla radio come conduttore insieme alla giornalista Caterina Pinna sulle frequenze regionali di Rai Sardegna con il programma Cibo per la mente.

## Attività di scrittore
Il suo esordio come scrittore è del 1996 con L'Oratorio - Vietato ai minori di 14 anni, breve racconto, inserito nella collettiva Racconti di Celluloide (Alambicco). Da allora ha scritto 10 romanzi (due con Massimo Carlotto, uno con Saverio Mastrofranco ovvero l'attore Valerio Mastandrea) per le case editrici Castelvecchi, Il Maestrale, Frassinelli, Edizioni Ambiente ed Einaudi. Ha partecipato a 9 raccolte di racconti, scritto pièce teatrali, testi per la televisione e sceneggiature cinematografiche. Alcuni suoi libri sono tradotti in Francia, Germania, Paesi Bassi, Belgio e Grecia. In Francia sono stati pubblicati i romanzi Ultima di campionato (Derniere journée de championat), Il cattivo cronista (Le chroniqueur sans coeur), Chiedo scusa (Je demand pardon) tradotti da Marc Porcu per la Fosse aux Ours; Mi fido di te è stato tradotto nei Paesi Bassi con il titolo Ik vertrouw je da Etta Maris per la Lebowsky Publisher, in Germania con il titolo Ich vertraue dir per Bertelsmann, in Francia e in Grecia. Nel 1999 ha vinto il miglior soggetto al Premio Solinas con Ultima di campionato, con Mi fido di te ha vinto il Premio del Libraio Città di Padova 2007, con il romanzo Chiedo scusa, Einaudi Stile Libero, nel 2011 ha vinto il Premio Alziator, nel 2014 ha vinto il Premio Lawrence con il romanzo Un posto anche per me, Einaudi Stile Libero. Dal 2013 cura la collana Freschi per Caracò Editore.

## Opere

### Romanzi
- Mister Dabolina. Roma, Castelvecchi, 1998 (ristampa I ragazzi di città. Mister Dabolina remix. Nuoro, Il Maestrale, 2007. ISBN 9788889801345)
- Il cattivo cronista. Nuoro, Il Maestrale, 2003. ISBN 978-88-86-10964-2.
- Ultima di campionato. Nuoro, Il Maestrale, 2004. ISBN 978-88-76-84940-4. (vincitore del premio premio Solinas nel 1999).
- Getsemani. Milano, Il Maestrale-Frassinelli, 2006. ISBN 978-88-76-84914-5.
- Ultima di campionato. Milano, Il Maestrale-Frassinelli, 2006.
- Francesco Abate, Massimo Carlotto. Mi fido di te. Torino, Einaudi, 2007. ISBN 978-88-06-18255-7.
- Così si dice, Torino, Einaudi, 2008, ISBN 9788806192365, LCCN 2008355512.
- Francesco Abate, Massimo Carlotto. L'albero dei microchip. Milano, VerdeNero, 2009. ISBN 978-88-89014-90-5.
- Francesco Abate, Saverio Mastrofranco, Chiedo scusa, Torino, Einaudi, 2010, ISBN 978-88-06-20369-6.
- Un posto anche per me. Torino, Einaudi, 2013. ISBN 978-88-06212-81-0
- Mia madre e altre catastrofi. Torino, Einaudi, 2016. ISBN 978-88-06228-67-5
- Francesco Abate, Carlo Augusto Melis Costa Il Corregidor. Milano, Piemme, 2017. ISBN 978-88-56662-50-4
- Torpedone trapiantati. Torino, Einaudi, 2018. ISBN 978-88-06238-26-1

### Serie Clara Simon
- I delitti della salina. Torino , Einaudi, 2020. ISBN 978-88-06212-82-7
- Il complotto dei Calafati. Torino, Einaudi, 2022. ISBN 9788806251987
- Il misfatto della tonnara. Torino, Einaudi, 2023. ISBN 9788806259556

### Racconti
- Francesco Abate e Massimo Carlotto: Catfish. Il caso benzinetta di Francesco Abate. Reggio Emilia, Aliberti editore. 2006. ISBN 978-88-74-24124-8.
- Carta di identità (a cura di Giulio Angioni), Cartas de logu: scrittori sardi allo specchio, Cagliari, CUEC, 2007, 19-21.
- Contos. Il miracolo di Mannaia di Francesco Abate. Roma, Fandango. 2009.
- I Superdotati. Cambiando Giacchetta di Francesco Abate. Napoli, Ad Est dell'Equatore. 2009
- Repertorio dei pazzi d'Italia (a cura di Roberto Alajmo), Il Saggiatore 2012. ISBN 9788842818137
- C'è un grande prato verde (a cura di Carlo D'Amicis), Manni Editore, 2012. ISBN 978-88-6266-415-8
- Piciocus (a cura di Francesco Abate),  Edizioni Caracò, 2012. ISBN 978-88-9756-704-2
- Giallo sardo (a cura di Francesco Abate),  Piemme Edizioni, 2020. EAN: 978-88-5667-693-8

## Premi
- Premio Solinas Miglior soggetto per Ultima di campionato[3]
- Premio del Libraio Città di Padova 2007 per Mi fido di te[4]
- Premio Letterario dei Giovani Europei (Prix Littéraire des Jeunes Européens, 2010 Francia) per Le coniquer sans coeur[5]
- Premio Alziator Miglior Romanzo 2011 per Chiedo scusa[6]
- Festival D.H.Lawrence 2014 - Premio Ducato d'oro 2014 per il romanzo Un posto anche per me[7]
- Festival D.H.Lawrence 2018 - Premio Ducato d'oro 2018 per il romanzo Torpedone trapiantati
- Premio Letteratura di viaggio 2020 per il romanzo I delitti della salina
- Finalista al Premio Scerbanenco 2020 per il romanzo I delitti della salina
- Finalista al Premio Scerbanenco 2022 per il romanzo I complotto dei calafati
- Premio Alziator 2022 il Miglior romanzo su Cagliari per I complotto dei calafati
- Finalista al Premio Scerbanenco 2023 per il romanzo Il misfatto della tonnara
- Premio Florinas in Giallo 2024 per il romanzo Il misfatto della tonnara